# Bitten Hansen
Bitten Hansen, født Britta Solveig Nielsen (født 22. juni 1945) er en dansk tekstilkunstner.
Hun er fra Hobro i Himmerland og driver kursuscenteret Pink'In i landsbyen Døstrup nord for Hobro.
Bitten Hansen arbejder især med reaktive farver som Remazol og udforskende tekstile udtryk. For bl.a. udtryk i rummelig tekstil som hun blev anerkendt for ved optagelse i den internationale Fiberarts Design Book 7 over verdens innovative tekstilkunstnere og kunsthåndværkere (2004).
Bitten Hansen begyndte sin karriere som syerske på tekstilfabrikken Tocan suppleret med hobbyvirksomhed i maleri, porcelænsmaling og stoftryk. Fra 1970'erne har hun undervist i folkeskolen, på højskole og daghøjskole. Fra 1980-1991 var hun hovedfagslærer på Nordjyllands Håndarbejdsseminarium. I dag driver hun egen kursusvirksomhed med privat certificeringsforløb.
Bitten Hansen har udstillet tekstiltryk og anden tekstilkunst siden 1977 og har udstillet løbende over 50 steder. Bl.a. Aalborg Kunstpavillon, Nørhald Kunstforening, TvDanmark.